# Maoz Chaim
Maoz Chaim (Hebreeuws: מעוז חיים) is een kibboets van de regionale raad van Beit She'an vallei.